# EWSD
EWSD (нем. Elektronisches Wählsystem Digital) — цифровая электронная коммутационная система (АТС), разработанная немецким концерном Siemens AG.
EWSD  может использоваться как небольшая сельская телефонная станция минимальной ёмкости, так и большая местная или транзитная станция максимальной ёмкости. Использованы распределённые процессоры с функциями локального управления. Координационный процессор занимается общими функциями.
На основе EWSD возможна реализация сети ISDN, которая позволяет одновременно осуществлять коммутацию и передачу телефонных вызовов, данных, текстов и изображений. Система EWSD соответствует международным стандартам и рекомендациям, утверждённым МККТТ и СЕПТ.
Примерами включения в EWSD стандартов МККТТ является постоянное использование языка программирования высокого уровня CHILL, применение языка спецификаций и описаний SDL, языка общения человека с машиной MML, использование системы сигнализации ОКС-7 и возможностей ISDN. Диапазон характеристик постоянно совершенствуется для удовлетворения таких перспективных потребностей, как, например, услуги широкополосных сетей.